# 工匠之家
工匠之家（Handwerkerhäuschen）是纽伦堡老城区的重要建筑古迹之一，也是纽伦堡历史之路的一站。它们位于纽伦堡城堡脚下的奥伯格小巷（Am Ölberg）。 在这条小巷里，还有纽伦堡最古老的木桁架结构房屋（1338年）。
在11世纪的法兰克尼亚王朝，在城堡的南面建立第一个居住区，供工匠、军人和商人使用。这是纽伦堡市发展的起点。
这些工匠居住和工作的小屋原来都很小，只有一层，其中一些只有一两个房间。由于存在火灾的危险，最初的茅草屋顶很早就被禁止了。后来这些房子陆续扩建，仍留在中世纪核心城区。这些狭小的两层房屋中，只有少数几栋在二战的轰炸中幸存了下来。